# けんぢと麻子のブロードバンド!ニッポン
けんぢと麻子のブロードバンド!ニッポンはLFX mudigiのブロードバンド!ニッポンの火曜日で、パーソナリティは古川けんぢ（ビアンコネロ）と小島麻子が担当のラジオ番組。2005年4月5日に放送開始、2007年3月27日放送終了。

## 放送時間
- 毎週火曜日18:00～21:00

## けんぢと麻子の音楽のツボ!
ゲストとの対談コーナー。

## ブロードバンド!ニッポン社会科見学

### 増田みのりの白鹿でChu!
白鹿提供のコーナー。

#### 2005年
- 11月1日:白鹿ってこんな会社～辰馬健仁副社長に聞く!
- 11月8日:商品開発担当者に新製品紹介とインタビュー
- 11月15日:白鹿の工場見学
- 11月22日:杜氏に聞く日本酒造りの極意」
- 11月29日:白鹿クラシックス＆酒ミュージアム

## ゲスト

### 2005年
- 12月20日:スナッフロール
- 12月27日:世理奈

### 2006年
- 2月7日:犬神サーカス団
- 5月16日:aluto
- 7月4日:平季唯
- 9月12日:山本朝海
- 9月19日:コーヒーカラー
- 10月31日:早美あい
- 12月5日:山田タマル
- 12月12日:Sweep
- 12月19日:榊いずみ
- 12月26日:the do-nuts

### 2007年
- 1月2日:甲斐名都
- 1月9日:SARINA
- 1月16日:ピンクリボン
- 1月23日:ズータンズ
- 1月30日:拝郷メイコ
- 2月6日:松千
- 2月13日:FUNKY MONKEY BABYS
- 2月20日:ユハラユキ
- 2月27日kannivalism
- 3月6日:The LOVE
- 3月13日:増子直純（怒髪天）
- 3月20日:SHOWTA.
- 3月27日:ビアンコネロ